# Opera Varia
Opera Varia (abreviado Opera Var.) es un libro ilustrado con descripciones botánicas que fue editado por el científico, naturalista, botánico y zoólogo sueco, Carlos Linneo que estableció los fundamentos para el esquema moderno de la nomenclatura binomial. Se lo considera el fundador de la moderna taxonomía, y también se le reconoce como uno de los padres de la ecología. Se publicó en 1758 con el nombre de Caroli Linnaei Opera Varia...Lucae [Lucca].